# Silnowo
Silnowo – wieś w Polsce położona w województwie zachodniopomorskim, w powiecie szczecineckim, w gminie Borne Sulinowo, nad jeziorem Pile, przy drodze krajowej nr 20 Stargard – Szczecinek – Gdynia.
W latach 1973–1994 miejscowość była siedzibą gminy Silnowo. 

## Historia
Silnowo leży na terenie starego osadnictwa słowiańskiego. W latach 30. XX wieku Niemcy wybudowali w pobliżu wsi pas fortyfikacyjny zwany Wałem Pomorskim. W 1965 podczas kopania fundamentów pod nowy budynek szkolny natrafiono na skarb z epoki brązu, w jego skład wchodziło 80 bransolet, wisiorków i ozdobnych szpil.

## Zabytki
- budynek stacji kolejowej;
- zespół bunkrów, jeden z nich był miejscem dowodzenia.